# Jónas Ásgeirsson
Pour les articles homonymes, voir Ásgeirsson.
Jónas Ásgeirsson (25 août 1920 à Húsavík - 14 juin 1996) est un sauteur à ski islandais.
Il représenta son pays aux Jeux olympiques d'hiver de 1948 à Saint-Moritz en Suisse. Il se classa 37e de l'épreuve avec 179,8 points ; le premier de l'épreuve, le norvégien Petter Hugstedt en avait obtenu 228,1.